# Antal Bolvári
Antal Bolvári (Budimpešta, 6. svibnja 1932.), bivši mađarski vaterpolist.
Sudjelovao u 44 utakmice za Mađarsku. Bio je sudionik Olimpijskih igara 1952. i 1956., kada je bio osvajačem dvaju zlatnih odličja.
Godine 1954. je bio europski prvak s mađarskom izabranom vrstom.
Nakon što je 1956. Mađarska revolucija bila krvavo ugušena, Bolvári je bio među sedmoricom igrača, koji se nakon Olimpijskih igara nisu vratili u Mađarsku.
Ipak se vratio 1961. Godine 1965. i 1968. je bio sudionikom momčadi koje su bile prvacima.